# Rożenek
Rożenek – wieś w Polsce położona w województwie łódzkim, w powiecie piotrkowskim, w gminie Aleksandrów.
W latach 1975–1998 miejscowość administracyjnie należała do województwa piotrkowskiego.
Kąpielisko gminne nad rzeką Czarna.
Wierni Kościoła rzymskokatolickiego należą do parafii św. Apostołów Piotra i Pawła w Dąbrowie nad Czarną.

## Zabytki
Według rejestru zabytków Narodowego Instytutu Dziedzictwa na listę zabytków wpisane są obiekty:
- zespół dworski, XIX w., nr rej.: 357 z 6.08.1985:
  - dwór
  - spichrz, drewniany
  - kurnik
  - park

## Urodzeni w Rożenku
- Jan Karol Kochanowski – polski historyk, profesor i rektor Uniwersytetu Warszawskiego, członek Polskiej Akademii Umiejętności, prezes Towarzystwa Naukowego Warszawskiego, poseł na Sejm w II RP[5].